# Casco Antiguo (Sevilla)
Casco Antiguo és un dels onze districtes en què està dividida a efectes administratius la ciutat de Sevilla, capital de la comunitat autònoma d'Andalusia, a Espanya.
Està situat a l'àrea central del municipi. Limita al sud amb els districtes Sur i Los Remedios; a l'est, amb els districtes Nervión i Sant Pablo-Santa Justa; al nord amb Macarena; i a l'oest amb Triana.

## Barris

Barris de Casco Antiguo

Compta amb dotze barris. D'ells, El Arenal, al marge del riu hi havia el port de Sevilla fins al segle xvii, mentre que al veí Santa Cruz hi havia el barri jueu fins a l'establiment de la Inquisició.
- El Arenal
- Encarnación-Regina
- Alfalfa
- San Bartolomé
- San Lorenzo
- San Gil
- Museo
- Santa Catalina
- Santa Cruz
- Feria
- San Julián
- San Vicente

## Edificis
Hi ha tres edificis declarats Patrimoni de la Humanitat per la UNESCO al districte, la Catedral de Sevilla, los 'Reales Alcázares de Sevilla i l'Arxiu General d'Índies. La catedral gòtica va ser construïda l'any 1403 en l'emplaçament d'una antiga mesquita de la qual el minaret almohade, la Giralda, es va mantenir com un campanar. És l'edifici gòtic més gran d'Europa i alberga la tomba de Cristòfor Colom. L'Alcàsser, construït pels moros l'any 712, es va convertir en residència reial cristiana en 1248.
L'Arxiu d'Índies va ser dissenyat com un intercanvi comercial dels tresors americans per Juan de Herrera sota les ordres del rei Felip II d'Espanya. Mai va ser utilitzat en aquest rol, i en 1784 el rei Carles III d'Espanya decidí emmagatzemar-hi tots els documents relatius a la conquesta de les Amèriques.
Altres edificis al districte inclouen la Torre del Oro, la Casa consistorial de Sevilla, el Palau de San Telmo i el Metropol Parasol. L'edifici de la Universitat de Sevilla es basa principalment en l'antiga Reial Fàbrica de Tabacs al sud del Casco Antiguo, l'escenari de la història i l'òpera Carmen. La plaça de toros de la Maestranza és a El Arenal.

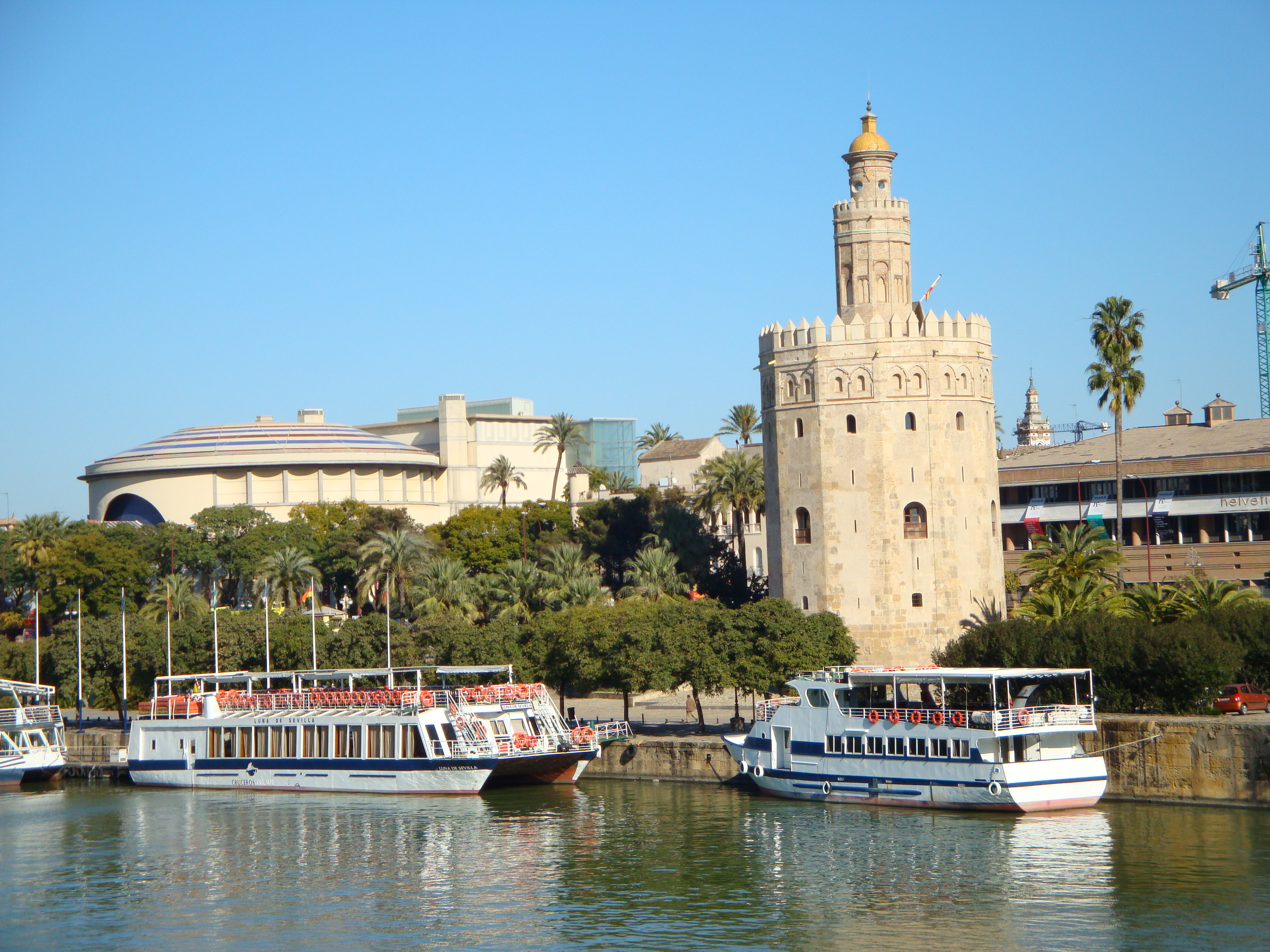
La Torre del Oro i el Teatre de la Maestranza són al barri d'El Arenal al Casco Antiguo.